# Maria Sainz Rueda
Maria Sainz Rueda (* 15. Juni 1976 in Heidelberg) ist eine spanische Malerin und Grafikerin.

## Biografie
Maria Sainz Rueda wurde 1976 in Heidelberg (Baden-Württemberg) geboren. Sie studierte Malerei und Grafik an der Hochschule für Grafik und Buchkunst Leipzig bei Doris Ziegler, Arno Rink und Neo Rauch und schloss 2007 mit dem Diplom ab. Von 2007 bis 2009 war sie Meisterschülerin bei Neo Rauch. Seither lebt und arbeitet sie als freischaffende Künstlerin in Leipzig mit Ausstellungsbeteiligungen im In- und Ausland. 2019 war sie Mitkuratorin der Ausstellung VOIX des MalerinneNetzWerk Berlin-Leipzig im Museum der bildenden Künste Leipzig. 2017 zeigte sie ihre Arbeiten in einer vom Goethe-Institut Zagreb geförderten Dialogausstellung im Museum of Contemporary Art Zagreb. 2016 gestaltete sie die Jahresgabe für die „Förderer des Museums der Bildenden Künste Leipzig e. V.“ Seit 2019 ist Maria Sainz Rueda künstlerische Mitarbeiterin am Institut für Kunstpädagogik an der Universität Leipzig.

## Werk
Die Bilder von Maria Sainz Rueda bewegen sich im Grenzbereich von abstrakter und gegenständlicher Malerei.

## Einzelausstellungen (Auswahl)
- 2010:	Raum zum Sehen, Galerie der BASF Schwarzheide GmbH, Schwarzheide
- 2011: Abschweifung N°1, Kunstverein Plauen
- 2012:	Landschaften, Künstlerbahnhof Ebernburg
- 2014:	Scarlet Lake, Rathaus Walldorf
- 2015:	Transition in progress, Duo mit Petra Grozaj, Westpol A.I.R.Space, Leipzig
- 2016:	Piper in the woods Duo mit Kathrin Thiele diebox, Leipzig
- 2017:	RE:, Kunstraum KTR, Leipzig
- 2017:	SCHOLIA, Duo mit Petra Grozaj Museum of Contemporary Art Zagreb, Croatia
- 2018: D Minor Mint, Duo mit Ivana de Vivanco, Galerie Potemka
- 2019: no17, Galerie ff15, Leipzig
- 2019: True Love, Galerie Thaler Originalgrafik, Spinnerei Leipzig
- 2020: Nothing is Now, OÖ Kulturquartier Linz, Österreich

## Gruppenausstellungen (Auswahl)
- 2018:	„Nach dem Bild ist vor dem Bild“. Malerinnen aus Leipzig. / FAK – Freunde Aktueller Kunst e.V. Zwickau
- 2018:	Painting XXL-MalerinnenNetzWerk Berlin_Leipzig in Frankfurt / Galerie Leuenroth und AusstellungsHalle 1A
- 2019:	Circlus, Thaler Originalgrafik Leipzig
- 2019:	VOIX, MNW Berlin_Leipzig goes MdBK, Museum der bildenden Künste Leipzig
- 2020:	Löwen und Jungfrauen – Kustodie Universität Leipzig
- 2020:	Inside, Thaler Originalgrafik Leipzig, u. a. mit Matthias Weischer
- 2020: Sammlung im Blick: Zeitgenössische Kunst aus Leipzig, Museum der bildenden Künste Leipzig

## Förderungen / Stipendien / Studienaufenthalte
- 2011: Förderprojekt der BASF Schwarzheide GmbH für junge Kunst
- 2012: Arbeitsaufenthalt im Künstlerbahnhof Ebernburg e. V.
- 2013: Druckgrafiksymposium im Stein_Werk, Werkstatt für Lithographie unter der Leitung von Thomas Franke, Leipzig
- 2015–2017: Ausstellungsprojekt: Transition in Progress, A Dialogue / SCHOLIA gefördert vom Goethe-Institut Kroatien und dem ifa-Institut für Auslandsbeziehungen
- 2017: Jahresgabe / Förderer des Museums der bildenden Künste Leipzig
- 2017: Katalogförderung „SCHOLIA“, Kulturamt der Stadt Leipzig
- 2020: Atelierstipendium Atelierhaus Salzamt in Linz, Österreich

## Öffentliche Sammlungen
- Sammlung des Museums der Bildenden Künstle Leipzig
- Sammlung der Sparkasse Leipzig
- Sammlung des Museum of Contemporary Art Zagreb
- Sammlung der Stadt Walldorf